# Apodrassodes pucon
Apodrassodes pucon är en spindelart som beskrevs av Norman I. Platnick och Mohammad U. Shadab 1983. Apodrassodes pucon ingår i släktet Apodrassodes och familjen plattbuksspindlar. Inga underarter finns listade i Catalogue of Life.